# Surcyclage

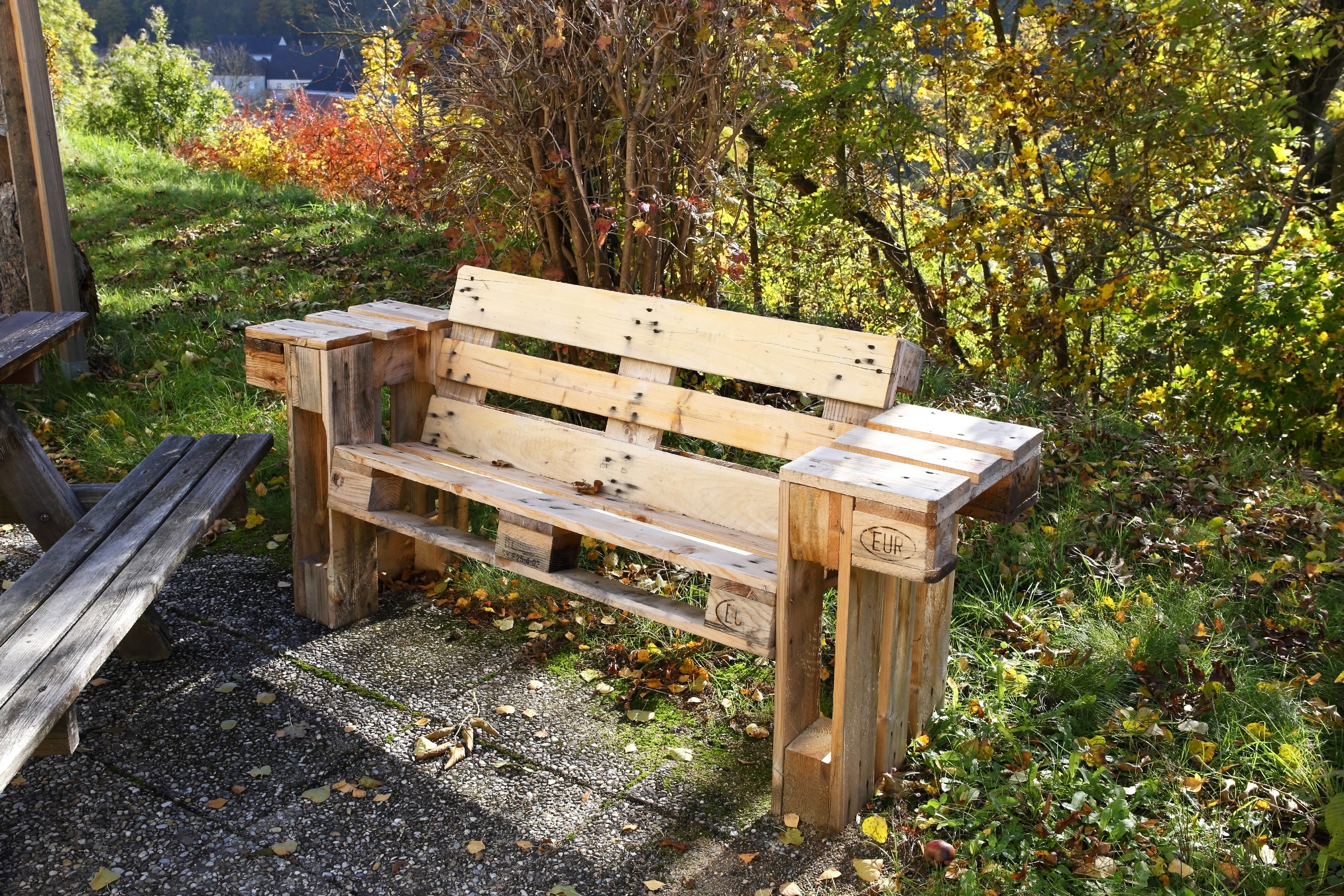
Un exemple de surcyclage : des palettes de manutention usagées deviennent du mobilier de jardin.

Le surcyclage, recyclage valorisant ou suprarecyclage (en anglais, upcycling) consiste à récupérer des matériaux ou des produits dont on n'a plus l'usage afin de les transformer en matériaux ou produits de qualité ou d'utilité supérieure. Il s'agit donc d'un recyclage « par le haut ». Il peut par exemple s'agir de transformer de vieux vêtements en pièces de mode, transformer des bouteilles en plastique en mobilier, ou transformer des déchets alimentaires en biocarburants.

## Principes
Le surcyclage consiste à (re)donner une nouvelle vie et plus de valeur à un objet, avec un usage souvent très différent de celui de sa « première vie », souvent esthétique. Une valeur ajoutée est ainsi apportée au produit final, ce qui n'est pas le cas dans le recyclage classique (décyclage), pour lequel le produit recyclé a a priori une qualité moindre ou, au plus, égale au produit d’origine.

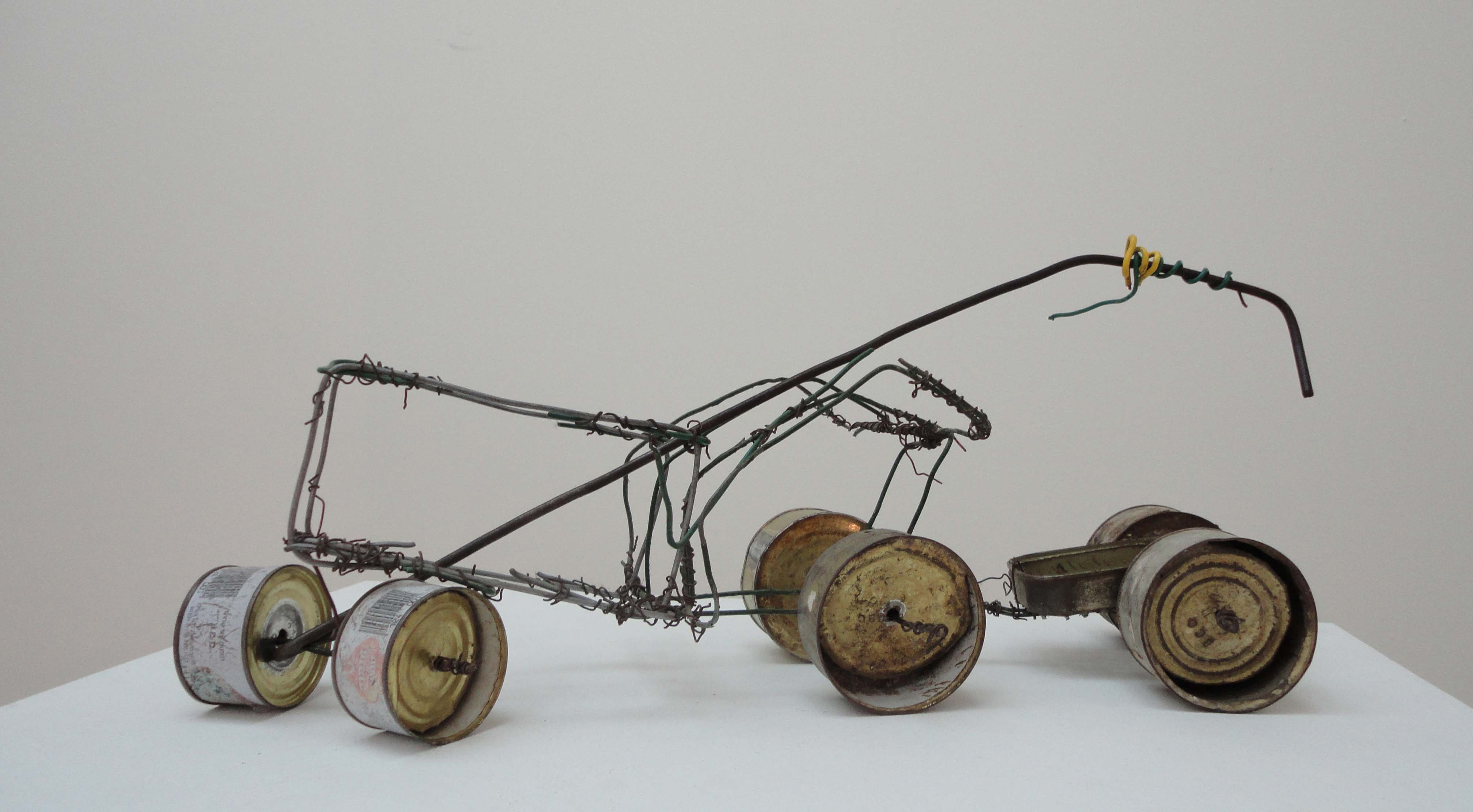
Jouet, collection du musée d'Israël, Jérusalem.

## Intérêts socioéconomiques et environnementaux
Le surcyclage est bon pour l’environnement et le climat : en réutilisant, on évite de créer un nouveau produit, économisant ainsi l’énergie grise et les matières premières inhérentes à un processus de fabrication. Le surcyclage s'inscrit dans le vaste mouvement de l'économie circulaire et du réemploi.

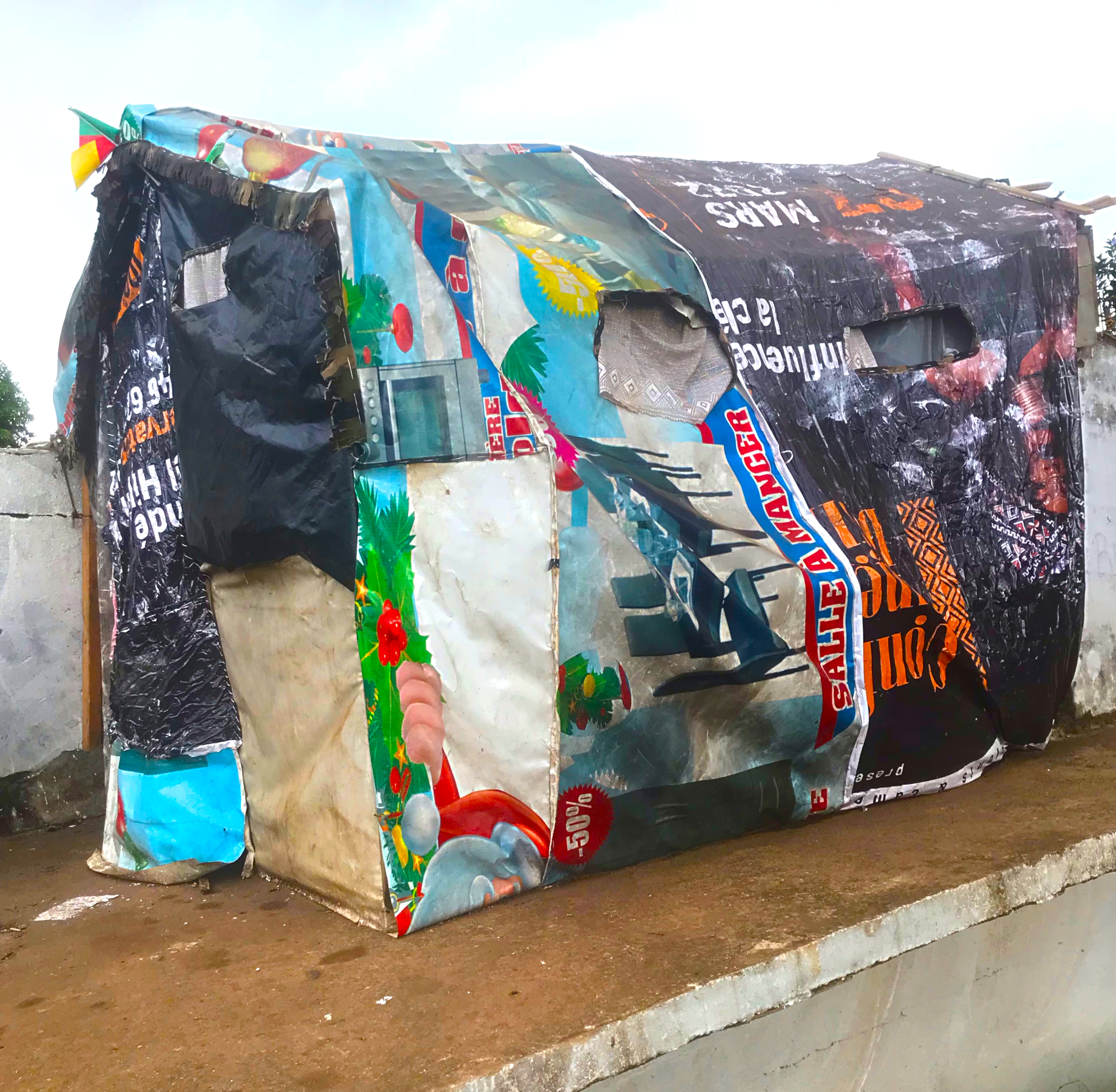
Habitation fabriquée avec des bâches surcyclées au Cameroun.

Outre les bénéfices écologiques de la réutilisation, le surcyclage permet de créer (ou recréer), souvent à moindre coût, des objets uniques, dans de nombreux contextes : à domicile, en entreprise, en galerie d'art,, dans les associations.

## Historique
Le mot anglais « upcycling » a été proposé au milieu des années 1990 par Reiner Pilz, ancien ingénieur reconverti en architecte d’intérieur. Il a souhaité dépasser le concept générique de recyclage en distinguant le décyclage du surcyclage : le premier est dans une dynamique de perte de valeur, tandis que le second vise à ce que « les produits inutilisés gagnent de la valeur au lieu d’en perdre ». Le mot a ensuite été repris par William McDonough et Michael Braungart dans leur ouvrage Cradle to Cradle: Remaking the Way We Make Things paru en 2002. La pratique de surcyclage existe sans doute depuis la Préhistoire, et est très développée dans les pays en développement, qui disposent d'un accès limité aux biens de consommation.

## Dans le textile et la mode
Jusqu'au XXe siècle, les produits textiles étant coûteux, leur surcyclage est une pratique répandue. On peut citer :
- le patchwork, qui consiste à réutiliser des morceaux de tissus nobles pour en faire de nouveaux objets[14] ;
- le retournage des vêtements, qui consiste à reconstruire un vêtement ou certaines de ses parties (col, poignets) en retournant le tissu, pour en faire apparaître l'envers, moins abîmé[15],[16] ;
- la transformation des robes de mariée des femmes en robes de communion pour leurs filles.

Aujourd'hui, l'industrie de la mode figure dans les activités les plus polluantes au monde, notamment par le volume de déchets qu'elle génère. Le surcyclage se présente donc comme une solution pour valoriser les textiles usagés. Des créateurs et marques de mode y recourent,.
On peut citer, entre autres initiatives :
- Maison Margiela, qui a créé un pull à base de chaussettes[21] ;
- Demna Gvasalia, qui présente une collection fondée sur l'upcycling pour Balenciaga au printemps 2021[22] ;
- Les Récupérables, qui utilise les stocks de tissu dormants des entreprises textiles pour réaliser des collections de vêtements[23] ;
- Freitag, qui récupère des bâches de camion pour en faire des sacs à dos[24].

Œuvre de Robert Rauschenberg vendue par Christies.

## Dans l'art
De nombreux artistes ont utilisé l'upcycling pour créer. Héritier du Junk Art (de) — art des déchets —, il s'agit d'un mouvement de contestation prouvant que l'art peut être fait à partir de toutes sortes de matières. Le travail de Robert Rauschenberg dans les années 1950, en intégrant des objets inhabituels dans ses peintures, illustre cette tendance.
Dans les années 2010, alors que des déchets s'entassaient dans les rues du Portugal, l'artiste Bordalo II (pt) en a fait des sculptures animalières, redonnant vie à cette matière.
Dans les années 2020, l'artiste américaine Nicole McLaughlin devient populaire en surcyclant des objets en vêtements et collabore avec des marques telles qu'Hermès ou Puma,.
Ces artistes révèlent par l'art l'étendue du gaspillage et invitent souvent à réfléchir sur les conséquences humaines et environnementales du gaspillage des ressources naturelles[réf. nécessaire].